# Barbados nos Jogos Pan-Americanos de 2007
Barbados competiu nos Jogos Pan-Americanos de 2007 no Rio de Janeiro, no Brasil.

## Medalhas

### Bronze
Natação - 200 metros medley masculino
- Bradley Ally

## Desempenho

### Atletismo
100 metros feminino
- Jade Bailey - Série 1: 11s68, Semifinal 2: 11s79 → eliminada
- Shakera Reece - Série 2: 11s82 → eliminada

200 metros masculino
- Ramon Gittens - Série 3: 21s12, Semifinal 2: 21s21 → eliminado

200 metros feminino
- Jade Bailey → não competiu
- Shakera Reece - Série 3: 24s69 → eliminada

800 metros feminino
- Sheena Gooding - Semifinal 1: 2m07s93 → eliminada

110 metros com barreiras masculino
- Ryan Brathwaite - Semifinal 1: 13s61, Final: 13s70 → 4º lugar
- Stephen Jones - Semifinal 1: 13s94 → eliminado

110 metros com barreiras feminino
- Janielle Brathwaite - Semifinal 1: 14s26 → eliminada

400 metros com barreiras feminino
- Andrea Blackett - Semifinal 2: 56s54, Final: 56s02 → 5º lugar

Salto em altura masculino
- Henderson Dottin - Final: 2,15 m → 11º lugar

Lançamento de peso feminino
- Shernelle Nicholls - Final: 15,62 m → 12º lugar
- Keisha Walkes - Final: 15,16 m → 13º lugar

Lançamento de disco feminino
- Keisha Walkes - Final: 48,51 m → 10º lugar
- Shernelle Nicholls - Final: 46,28 m → 11º lugar

### Natação
100m livre masculino
- Terrence Haynes - 51s91 → 15° lugar

400m medley masculino
- Bradley Ally - 4m23s04 → 4° lugar

100m peito masculino
- Andrei Cross - 1m04s14 → 10° lugar
- Bradley Ally - 1m04s56 → 12° lugar

200m peito masculino
- Bradley Ally - 2m21s88 → 8° lugar

200m costas masculino
- Bradley Ally - 2m02s71 → 7° lugar

200 medley masculino
- Bradley Ally - Eliminatória: 2m04s09, Semifinal: 2m02s74, Final: 2m00s96 →  Bronze

4x100m livre masculino
- Equipe - 3m31s29 → 6° lugar

100m borboleta feminino
- Marsha Watson - 1m06s04 → 16° lugar

200m borboleta feminino
- Marsha Watson - 2m27s20 → 16° lugar